# 4th Screen Actors Guild Awards
4th SAG Awards

8. marts 1998
Best Cast - Motion Picture:

The Full Monty
Best Cast - Drama Series:

ER
Best Cast - Comedy Series:

Seinfeld
4th Screen Actors Guild Awards blev uddelt den 8. marts 1998.

## Vindere

### Film

#### Outstanding Actor
Jack Nicholson – As Good as It Gets
- Matt Damon – Good Will Hunting
- Robert Duvall – The Apostle
- Peter Fonda – Ulee's Gold
- Dustin Hoffman – Wag the Dog

#### Outstanding Actress
Helen Hunt – As Good as It Gets
- Helena Bonham Carter – The Wings of the Dove
- Judi Dench – Mrs. Brown
- Pam Grier – Jackie Brown
- Robin Wright Penn – She's So Lovely
- Kate Winslet – Titanic

#### Outstanding Supporting Actor
Robin Williams – Good Will Hunting
- Billy Connolly – Mrs. Brown
- Anthony Hopkins – Amistad
- Greg Kinnear – As Good as It Gets
- Burt Reynolds – Boogie Nights

#### Outstanding Supporting Actress
Kim Basinger – L.A. Confidential 

 Gloria Stuart – Titanic 
- Minnie Driver – Good Will Hunting
- Alison Elliott – The Wings of the Dove
- Julianne Moore – Boogie Nights

#### Outstanding Cast
The Full Monty
Mark Addy
Paul Barber
Robert Carlyle
Deirdre Costello
Steve Huison
Bruce Jones
Lesley Sharp
William Snape
Hugo Spear
Tom Wilkinson
Emily Woof
- Boogie Nights
- Good Will Hunting
- L.A. Confidential
- Titanic

### Fjernsyn

#### Outstanding Actor – Drama Series
Anthony Edwards – ER
- Sam Waterston, Law & Order
- Dennis Franz, NYPD Blue
- Jimmy Smits, NYPD Blue
- David Duchovny, The X Files

#### Outstanding Actor – Comedy Series
John Lithgow – 3rd Rock from the Sun
- David Hyde Pierce, Frasier
- Kelsey Grammer, Frasier
- Jason Alexander, Seinfeld
- Michael Richards, Seinfeld

#### Outstanding Actor – Television Movie or Miniseries
Gary Sinise, George Wallace 
- Jack Lemmon, 12 Angry Men
- George C. Scott, 12 Angry Men
- Ving Rhames, Don King: Only in America
- Sidney Poitier, Mandela and de Klerk

#### Outstanding Actress – Drama Series
Julianna Margulies – ER
- Christine Lahti, Chicago Hope
- Kim Delaney, NYPD Blue
- Della Reese, Touched by an Angel
- Gillian Anderson, The X-Files

#### Outstanding Actress – Comedy Series
Julia Louis-Dreyfus – Seinfeld
- Calista Flockhart, Ally McBeal
- Ellen DeGeneres, Ellen
- Helen Hunt, Mad About You
- Kirstie Alley, Veronica's Closet

#### Outstanding Actress – Television Movie or Miniseries
Alfre Woodard – Miss Evers' Boys
- Mare Winningham, George Wallace
- Glenn Close, In the Gloaming
- Sigourney Weaver, Snow White: A Tale of Terror
- Faye Dunaway, The Twilight of the Golds

#### Outstanding Ensemble – Drama Series
ER
Maria Bello
George Clooney
Anthony Edwards
Laura Innes
Alex Kingston
Eriq La Salle
Julianna Margulies
Gloria Reuben
Noah Wyle
- Chicago Hope
- Law & Order
- NYPD Blue
- The X Files

#### Outstanding Ensemble – Comedy Series
Seinfeld
Jason Alexander
Julia Louis-Dreyfus
Michael Richards
Jerry Seinfeld
- 3rd Rock from the Sun
- Ally McBeal
- Frasier
- Mad About You

### Life Achievement Award
- Elizabeth Taylor